# Arminio Wachsberger
Arminio Wachsberger (Fiume, 4 novembre 1913 – Milano, 24 aprile 2002) è stato un dirigente d'azienda italiano, testimone  degli orrori della Shoah: sopravvisse dopo essere stato deportato durante la seconda guerra mondiale nel campo di concentramento di Auschwitz.

## Biografia
Arminio Wachsberger, figlio di Davide Wachsberger, rabbino capo di Fiume, e Matilde Miriam Gellis, di origine ungherese, nacque in Italia a Fiume il 4 novembre 1913. Aveva sette fratelli. Parlava tedesco, italiano, yiddish e inglese. Fu così assegnato per il servizio militare al Ministero dell'Aeronautica a Roma come interprete e rimase poi nella città svolgendo lo stesso lavoro. Nel 1937 si sposò a Roma con Regina Polacco. Ebbe una figlia di nome Clara.  
Fu arrestato a Roma nel rastrellamento del ghetto di Roma del 16 ottobre 1943 insieme alla figlia, alla moglie e ai suoceri e deportato nel campo di sterminio di Auschwitz dopo un viaggio lungo sei giorni. Raccontò: "All’interno dei carri bestiame la temperatura del pomeriggio e il calore dei corpi ammassati stavano rendendo l’aria irrespirabile. Di notte invece calava un freddo terribile e cercavamo di scaldarci stringendoci l’uno accanto all’altro". Ad Auschwitz ebbe il numero di matricola: 158639. Moglie e figlia (di cinque anni) furono mandate immediatamente alle camere a gas, lui si salvò facendo da interprete a Josef Mengele e poi in altri campi di sterminio come Dachau.
Immediatamente dopo la liberazione conobbe in un campo di raccolta di sopravvissuti vicino a Monaco di Baviera  Olga Wiener, ebrea ungherese deportata nel maggio del 1944 e salvatasi anche lei per miracolo. Si sposarono ed ebbero due figlie: Clara (le fu dato il nome della prima figlia) e, una volta rientrato in Italia, Silvia.
Testimoniò fin da subito gli orrori della Shoah e partecipò a vari processi fino agli anni '90, quando stanco passò la mano agli altri sopravvissuti che ebbero il coraggio di iniziare a parlare a loro volta.
Le figlie nate nel secondo matrimonio, Clara e Silvia, decisero di portare avanti la sua testimonianza raccogliendo i suoi testi e le sue videointerviste in un unico libro biografico "L'interprete", arricchito in seguito dai fatti storici d'epoca dallo storico Gabriele Rigano in un secondo libro: "L'interprete di Auschwitz".
Morì a Milano il 24 aprile 2002 all'età di 89 anni.  